# 여구현
여구현(呂求鉉, 일본식 이름: 梅田求鉉:우메다 규겐, 梅田秀吉:우메다 히데요시, 1892년 10월 17일 ~ ?)은 일제강점기의 교육인 출신 관료이다.

## 생애
출신지는 황해도 송화군으로, 1914년에 경성고등보통학교 부설 교원양성소를 졸업했다. 학교를 졸업한 해에 조선공립보통학교 훈도로 임명되어 고향인 송화의 풍천공립보통학교에 배치받으며 교육계에 투신했다.
이후 해주의 해주공립보통학교를 거쳐 상성공립보통학교와 목감공립보통학교에서 훈도로 일하던 중, 1926년에 총독부 시학으로 발탁되어 황해도내무부 학무과에 배속되면서 교육행정 관리로 전업했다. 1931년에는 황해도 서흥군 군수로 승진하였고, 장연군과 평산군에서 차례로 군수를 지냈다.
장연군수로 재직 중이던 1935년에 총독부가 편찬한 《조선공로자명감》에 353명의 공로자 중 한 명으로 기재되어 있다. 총독부가 시정 25주년을 기념하여 표창한 표창자 명단에도 들어 있다. 장연군수로 재직 중이던 1940년을 기준으로 정6위 훈6등에 서위되어 있었다. 《조선인사흥신록》에는 인격이 원만한다는 인물평이 실려 있다.
2008년 발표된 민족문제연구소의 친일인명사전 수록예정자 명단 중 관료 부문, 2009년 친일반민족행위진상규명위원회가 발표한 친일반민족행위 705인 명단에 포함되었다.

## 참고자료
- 여구현(呂求鉉) - 국사편찬위원회